# Mario David (actor)
Jacques David conocido bajo el nombre artístico de Mario David, es un actor francés, nacido el 9 de agosto de 1927 en Charleville-Mézières y fallecido el 29 de abril de 1996 en el distrito 13 de París.

## Biografía
Fue principalmente en el cine donde se convirtió en una figura popular gracias a sus numerosas apariciones en papeles secundarios, en particular junto a Louis de Funès. Destacan sus apariciones en Oscar, de Édouard Molinaro, y Le Gendarme se marie, de Jean Girault.
Estará en las películas de Jean-Paul Belmondo, especialmente El Magnífico o El Cerebro con Bourvil.